# Wang Lina
Wang Lina (em chinês:  王 麗娜; Yichun, 5 de fevereiro de 1978) é uma ex-jogadora de voleibol da China que competiu nos Jogos Olímpicos de 1996, 2000 e 2004.
Em 1996, ela fez parte da equipe chinesa que conquistou a medalha de prata no torneio olímpico, no qual atuou em cinco partidas. Quatro anos depois, ela participou de cinco jogos e finalizou na quinta colocação com o conjunto chinês no campeonato olímpico de 2000. Lina fez a sua última aparição em Olimpíadas nos jogos de 2004, jogando em oito confrontos e ganhando a medalha de ouro com o time chinês na competição olímpica.